# Жанайдаров, Олжас Ерденович
Олжа́с Ерде́нович Жанайда́ров (род. 5 марта 1980, Алма-Ата, Казахская ССР, РСФСР, СССР) — российский писатель, драматург. Номинант российской театральной премии «Золотая маска».

## Биография
Олжас Жанайдаров родился в 1980 году в г. Алма-Ата (Казахстан) в семье военного. Переехал в Москву в 1987 году. После окончания школы поступил в Российскую экономическую Академию им. Г. В. Плеханова и успешно её окончил. Первоначально работал в Москве менеджером в туристической фирме, затем администратором в гостинице. С 2003 года сменил род деятельности на журналистику. Является членом Союза журналистов Москвы и членом Союза писателей Москвы. Дебютировал в 2005 году в сборнике «Пролог. Молодая литература России» (М.: Вагриус, 2005) с трилогией «Когда солнце в зените».
В разные годы Жанайдаров становился финалистом и победителем крупнейших конкурсов и фестивалей современной драматургии, среди которых фестиваль драматургии «Любимовка», национальная премия «Золотая маска», Международный конкурс драматургов «Евразия», «Действующие лица», «Первая читка», премия «Кульминация» и другие.

## Участие в театральных проектах
В 2015 году пьеса «Магазин» была представлена в центре LARK в Нью-Йорке.
С 2017 года является художественным руководителем казахстанского фестиваля современной драматургии «Драма. KZ».
С 2019 по 2022 годы входил в состав арт-дирекции Фестиваля молодой драматургии «Любимовка».. В 2019 году курировал фестиваль пьес «Staging the Stans» в театре Silk Road Rising, Чикаго. С 2023 года — соруководитель курса «Театроведение и драматургия» в Высшей школе сценических искусств, Москва.

## Произведения

### Романы
- 2007 — «В середине дождя»

### Повести
- 2005 — «Когда солнце в зените»
- 2005 — «Кафе для двоих»
- 2008 — «Камень и пчёлка»
- 2009 — «Пятый»

### Рассказы
- 2001 — «Таня»
- 2006 — «Лапида-блюз[20]» (опубликован в «Cosmopolitan»)
- 2006 — «Четыре ночи»

### Пьесы
- 2009 — «Двое в кафе»
- 2011 — «Беруши» (каз. Бір, екi, уш)
- 2011 — «Танцы плюс»
- 2012 — «Душа подушки[21]»
- 2013 — «Джут[22]»
- 2014 — «Магазин[23]»
- 2015 — "Френдзона[24]
- 2016 — «Хан[25]»
- 2017 — «План[26]»
- 2018 — «Мания[27]»
- 2019 — «Алдар[28][29]»
- 2020 — «Распад[30][31]».
- 2022 — «Зеркала»[32]
- 2023 — «Флешбэк»[33]

## Избранные постановки
- 2013 — «Беруши», Государственный драматический театр «Старый дом», реж. Артем Терехин[34]
- 2015 — «Джут», Башкирский академический театр драмы им. М. Гафури, реж. Айрат Абушахманов[35]
- 2016 — «Магазин», Татарский драматический театр, Альметьевск, реж. Эдуард Шахов[36]
- 2017 — «Френдзона», Общедоступный театр «Периферия», Астрахань, реж. Александр Беляев[37][38]
- 2019 — «Магазин», Центр современной драматургии, реж. Дмитрий Зимин
- 2019 — «Беруши», Башкирский драматический театр, Салават, реж. Ильсур Казакбаев[39]
- 2022 —«Магазин», Небольшой драматический театр, Санкт-Петербург, реж. Артем Злобин[40]
- 2024 —«Флешбэк 2002», МХТ им. Чехова, реж. Вера Попова[41]

## Экранизации
| Год  | Название фильма      | По какому произведению снят фильм | Кем выступает автор |
| ---- | -------------------- | --------------------------------- | ------------------- |
| 2008 | И через тысячу лет   | Таня                              | Сценарист           |
| 2011 | В погоне за счастьем | Лапида-блюз                       | Сценарист           |

## Известные ученики
- Данияр Сугралинов